# إليزابيث تشونغ
إليزابيث تشونغ (بالإنجليزية: Elizabeth Chong)‏ هي مقدمة تلفزيونية وطاهية وكاتِبة أسترالية، ولدت في 27 مايو 1931 في غوانزو في الصين.

## وصلات خارجية
- الموقع الرسمي